# سيدني سميث ماكديرماند
سيدني سميث ماكديرماند (17 أغسطس 1968 - 5 أغسطس 1961) كان مزارعا وسياسيا كنديا.
ولد ماكديرماند في مقاطعة إلجين، أونتاريو حيث عاش حياته كلها. مزارع، أصبح نشطا في السياسة المحلية كعضو في مجلس البلدة من عام 1908 إلى عام 1912 ومرة أخرى في عام 1931.
تم انتخاب ماكديرماند لأول مرة في مجلس العموم الكندي من إلجين إيست في عام 1920 انتخابات تكميلية كنائب للمزارعين المتحدين في أونتاريو ولكنه هزم كمرشح تقدمي في الانتخابات الفيدرالية لعام 1921 من قبل المحافظ جون لورانس ستانسيل بأقل من 100 صوت. بعد ترك السياسة، أصبح وكيل تأمين لجنوب دورتشيستر فارم ميوتشوال واستمر في العمل كرئيس للشركة لمدة 18 عاما.